# Uruguays departement
Lista över Uruguays departement
Uruguay är indelat i 19 departement (departamentos). 

Uruguays departement

| Nr     | Departement    | Huvudstad              | Area (km²) | Inv. (2011) |
| ------ | -------------- | ---------------------- | ---------- | ----------- |
| 1      | Artigas        | Artigas                | 11 928     | 73 378      |
| 2      | Canelones      | Canelones              | 4 536      | 520 187     |
| 3      | Cerro Largo    | Melo                   | 13 648     | 84 698      |
| 4      | Colonia        | Colonia del Sacramento | 6 106      | 123 203     |
| 5      | Durazno        | Durazno                | 11 643     | 57 088      |
| 6      | Flores         | Trinidad               | 5 144      | 25 050      |
| 7      | Florida        | Florida                | 10 417     | 67 048      |
| 8      | Lavalleja      | Minas                  | 10 016     | 58 815      |
| 9      | Maldonado      | Maldonado              | 4 793      | 164 300     |
| 10     | Montevideo     | Montevideo             | 530        | 1 319 108   |
| 11     | Paysandú       | Paysandú               | 13 922     | 113 124     |
| 12     | Río Negro      | Fray Bentos            | 9 282      | 54 765      |
| 13     | Rivera         | Rivera                 | 9 370      | 103 493     |
| 14     | Rocha          | Rocha                  | 10 551     | 68 088      |
| 15     | Salto          | Salto                  | 14 163     | 124 878     |
| 16     | San José       | San José de Mayo       | 4 992      | 108 309     |
| 17     | Soriano        | Mercedes               | 9 008      | 82 595      |
| 18     | Tacuarembó     | Tacuarembó             | 15 438     | 90 053      |
| 19     | Treinta y Tres | Treinta y Tres         | 9 529      | 48 134      |
| Totalt | Totalt         | Totalt                 | 175 016    | 3 286 314   |

## Historia
|                                                        |  |  |  |  |
| Bildserie över den gradvisa utökningen av departement. |  |  |  |  |